# José Penido Iglesias
José Penido Iglesias (n. 1894 o 1895) va ser un sindicalista i militar gallec, d'ideologia anarquista.

## Biografia
Nascut a Santiago de Compostel·la, en 1894 o 1895, en la seva joventut va fer estudis de medicina. Va emigrar a Amèrica, on va residir durant algun temps i es va iniciar en el sindicalisme. Al seu retorn a Espanya militaria en el partit Izquierda Republicana, passant posteriorment a integrar-se en la CNT.
El juliol del 1936, després de l'esclat de la Guerra civil, es trobava a Gijón. Es va posar al comandament d'un batalló anarquista compost principalment per gallecs, el batalló «Galícia». L'agost de 1937 va rebre el comandament de la 183a Brigada Mixta, combatent durant la campanya d'Astúries. Després de la caiguda del front Nord va tornar a la zona centre republicana, on va ostentar el comandament de la 39a Brigada Mixta i de la 5a Divisió, amb les quals intervindria en la campanya de Llevant.
Capturat pels franquistes, seria enviat a un camp de concentració. Va passar algun temps empresonat, sortint de presó 1943.
Durant els immediats anys de postguerra va ser un dels responsables de la reconstrucció del moviment anarcosindicalista al nord, formant part del Comitè Regional clandestí de la CNT d'Astúries, Lleó i Palència —constituït en 1942. Temps després seria escollit delegat exterior de la CNT de l'interior, traslladant-se a França i instal·lant-se a Tolosa de Llenguadoc. Això li evitaria ser detingut durant una important batuda policial contra la CNT, ocorreguda en 1947.